# 卡洛斯·埃尔南德斯
卡洛斯·埃尔南德斯（西班牙語：Carlos Hernández，1982年4月9日—），哥斯达黎加男子足球运动员，司职中场。他曾代表哥斯达黎加国家队参加2006年国际足联世界杯，结果队伍止步小组赛阶段。